# Dmitri Jepifanowitsch Kopylow
Dmitri Jepifanowitsch Kopylow (russisch Дмитрий Епифанович Копылов; * und † im 17. Jahrhundert) war ein russischer Forschungsreisender.

## Leben
Kopylow war ein Tomsker Kosaken-Ataman. 1636 brach er mit 50 Kosaken aus Tomsk nach Osten auf, um neue Länder kennenzulernen und nach Fremden zu suchen, die noch nicht der Kronenzobel-Steuerpflicht unterlagen. Im Juni 1638 wurde von seinem Assistenten Iwan Moskwitin an der Mündung der Maja in den Aldan der Ostrog Butalski errichtet. Wegen des Silbermangels in Russland  schickte Kopylow Moskwitin mit einem 30-Mann-Kommando zur Erkundung über Flüsse und Berge bis ans Meer. Die zurückgebliebenen Kosaken erkundeten die umliegenden Gebiete. Moskwitin durchquerte das Dschugdschur-Gebirge und erreichte im August 1638 das Ochotskische Meer. Sein Winterlager Ust Iljinskoje an der Ulja-Mündung war die erste russische Siedlung im fernen Osten. Im Winter 1639/1640 wurden dort zwei 17 m lange Kotschen (Ruder-Segelschiff der Pomoren) gebaut. Moskwitins Kommando kehrte zum Ostrog Jakutsk zurück, wo es von Kopylows Kommando erwartet wurde. Zusammen kehrten sie 1641 nach Tomsk zurück. 1643 wurde Kopylow zum Bojaren-Sohn ernannt.
Kopylow und Moskwitin legten 1645 dem Tomsker Woiwoden Fürst Ossip Schtscherbatow einen Bericht über die Ausrüstung einer Expedition zum Amur vor. Jedoch wurde der Plan wegen des Feldzugs Wassili Pojarkows nicht realisiert. Sie gingen darauf nach Moskau, wo sie großzügig belohnt wurden.
Während des Tomsker Aufstands 1648–1649 unterstützte Kopylow mit seinem Sohn Grigori den Woiwoden Schtscherbatow gegen die Aufständischen, von denen er misshandelt wurde.
Zusammen mit dem Bojaren-Sohn Juri Jedlowski erhielt Kopylow den Auftrag, den Ostrog Sosnowy am Tom südlich von Tomsk aufzubauen. Am Tom-Nebenfluss Bolschaja Kirgiska gründeten Kopylows Söhne die Siedlung Kopylowo, in der noch heute Nachkommen Kopylows leben.